# Nicèfor Monjo
Nicèfor Monjo (en llatí: Nicephorus Monachus, en grec antic: Νικηφόρος) va ser suposadament un monjo romà d'Orient que hauria viscut a l'entorn de l'any 1100.
Un Nicèfor Monjo apareix com a autor de l'obra anomenada en grec Περὶ φυλακῆς καρδίς, que porta el títol en llatí de De Custodia Cordis, un valuós i interessant assaig publicat per Possinus al Thesaurus Asceticus (París, 1648). Fabricius l'inclou a la Bibliotheca Graeca.